# 이탈루 지 카르발류 호샤 리마
이탈루 지 카르발류 호샤 리마(포르투갈어: Italo de Carvalho Rocha Lima, 1996년 11월 7일~)는 브라질의 축구 선수이다.

## 참고 문헌
- “이탈루 지 카르발류 호샤 리마”. 《대구 FC》. 대구시민프로축구단.
- “이탈루 지 카르발류 호샤 리마”. 《서울 이랜드 FC》. 이랜드스포츠.